# José de Torres Wilson
José de Torres Wilson (Jerez de la Frontera, Cádiz, España, 3 de septiembre de 1931 - Montevideo, 4 de agosto de 1999) fue un historiador y escritor uruguayo.

## Biografía
Nació en 1931 en Jerez de la Frontera, en España. Desde 1932 pasó a vivir en Montevideo, Uruguay y fue ciudadano legal uruguayo. Fue profesor de historia, historiador, periodista de la prensa oral y escrita. Se desempeñó como Director del Museo Histórico Nacional uruguayo entre los años 1992 y 1997. Realizó estudios en el Departamento de Historia del Instituto de Profesores Artigas de Montevideo. 
Fue profesor de Historia en el Consejo de Educación Secundaria (en aquella época Consejo de Enseñanza Secundaria y Preparatoria), en los Institutos Normales de Montevideo y en el Instituto Magisterial Superior entre 1958 y 1973. En 1965 ganó, por Concurso de Oposición, la Cátedra de Historia Nacional en los Institutos Normales de Montevideo. Destituido en 1974, desarrolló en el panorama de “apagón cultural” de la dictadura cívico-militar en Uruguay (1973-1985) una intensa actividad privada, organizando cursos y cursillos de Historia de Uruguay, de América Latina y de Historia Contemporánea para todo público, a los que asistieron algunos miles de personas. También realizó la preparación para el examen de admisión al Instituto de Profesores Artigas mientras estuvo vigente esa exigencia.
Entre 1976 y 1980 hizo periodismo radial sobre temas históricos en Radio Sarandí en "En vivo y en directo", el programa dirigido por Neber Araújo, donde tenía un espacio de alrededor de quince minutos que se llamaba "Así se cuenta la historia" y posteriormente en CX 4 Radio Rural. Se destacaba por su amenidad y claridad, haciendo su comunicación accesible a personas carentes de especialización o estudios superiores. También por su sentido de oportunidad al saber vincular el pasado con los más urticantes fenómenos del presente, algo muy necesario en momentos de férrea censura de prensa y control ideológico. 
Durante toda su vida mantuvo un compromiso político y social, que nutrió su quehacer docente y su labor como agente cultural. Su primera participación se dio en el seno del herrerismo. En 1962 fundó la agrupación Nuevas Bases junto a un importante número de  figuras independientes, en general de extracción universitaria como Alberto Methol Ferré, Helios Sarthou, Carlos Real de Azúa, Mariano Arana, José Claudio Williman, Roberto Ares Pons y Carlos Martínez Moreno, entre otros. Esta agrupación, junto a Enrique Erro, diputado escindido del herrerismo y al Partido Socialista del Uruguay conformó la Unión Popular, uno de los dos frentes de izquierda fundado en 1962. El otro fue el Frente Izquierda de Liberación (FIDEL), integrado mayoritariamente por figuras afines o provenientes del Partido Comunista del Uruguay. Ambos se presentaron a las elecciones generales de Uruguay de 1962, en las que la Unión Popular obtuvo magros resultados. 
En 1971 participó de la fundación del Frente Amplio. En las elecciones de 1971 fue candidato a diputado por el Partido Demócrata Cristiano, dentro del Frente Amplio. En las Elecciones internas de Uruguay de 1982 estuvo a favor del voto en blanco, por considerar que, al estar él mismo proscripto al igual que todo el Frente Amplio, no era correcto apoyar a ninguno de los partidos tradicionales. En la postdictadura retornó a filas del Partido Nacional dentro de sectores wilsonistas, figurando en sus listas en las elecciones nacionales de 1989. 
A partir de 1985, con el restablecimiento de la democracia, fue restituido a sus cátedras de Historia en los Institutos Normales de Montevideo y en el Instituto Magisterial Superior.
También le interesó escribir poesía y narrativa. Publicó alguna poesía en el Semanario Marcha y al final de su vida publicó un volumen de relatos, la mayoría de corte autobiográfico, Noticias Secretas.
Falleció en Montevideo, el 4 de agosto de 1999, y está enterrado en el Cementerio Central de Montevideo. Fue homenajeado en la Cámara de Diputados de Uruguay luego de su fallecimiento.

## Obras
- La conciencia histórica uruguaya (Premio categoría Ensayo. 5ª Feria de Libros y Grabados a cargo de Nancy Bacelo . Montevideo, 1965)
- Diez Ensayos sobre Historia Uruguaya (Montevideo, 1973)
- Oribe: El drama del Estado Oriental (Montevideo, 1ª edición. Ediciones de la Banda Oriental. 1976)
- Caudillos y partidos políticos (Montevideo, Ediciones de la Planta. 1978)
- Brevísima Historia del Uruguay (Montevideo, Ediciones de la Planta, 1ª edición. Hubo 9 ediciones. 1985)
- ¿Quiénes escribieron nuestra historia? 1940-1990 (Montevideo, Ediciones de la Planta. 1992. Segundo Premio de la Academia Nacional de Letras en el Concurso sobre Corrientes de la Historiografía uruguaya contemporánea (1940-1990).
- Noticias Secretas (cuentos) (Montevideo, Arca. 1998)